# Eine empfindsame Reise im Automobil

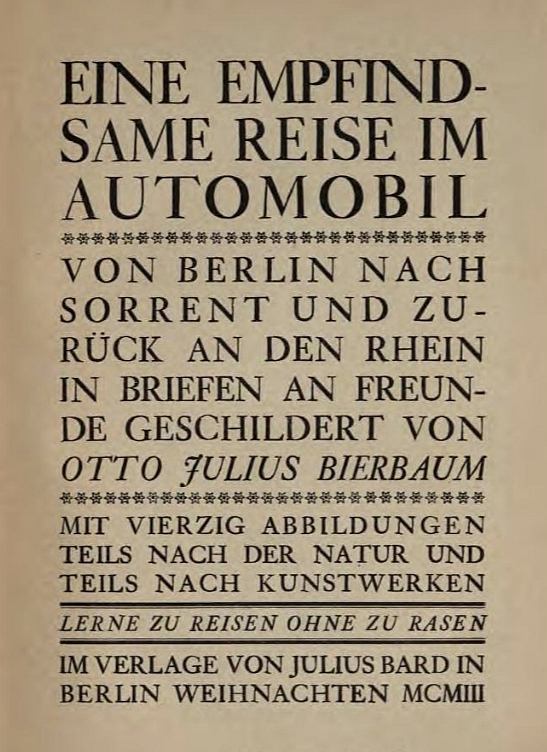
Titelblatt der Ausgabe von 1903

Eine empfindsame Reise im Automobil ist ein Reisebericht von Otto Julius Bierbaum aus dem Jahr 1903. Darin schildert er seine Reise in einem Phaeton von Deutschland nach Italien und zurück. Der vollständige Titel lautet: Eine empfindsame Reise im Automobil von Berlin nach Sorrent und zurück an den Rhein, in Briefen an Freunde geschildert von Otto Julius Bierbaum. Während der Reise überquerte Bierbaum als erster den Gotthardpass in einem Automobil.
Am Ende des 16. Kapitels formulierte Bierbaum eine Art Fazit: „Wenn Sie Ihre erste größere Automobilreise unternehmen (an der ich nicht zweifle), rate ich Ihnen, es zu tun wie wir, und Italien zum Ziel zu wählen. Auch sollten Sie dann, gleich uns, im Sommer reisen, wo man die herrlichen Straßen ganz für sich allein hat und sicher ist, keinem andern Automobil zu begegnen. Wegen des Staubes ist das ein recht angenehmer Umstand, wie denn, glaub ich, in künftiger Zeit, wenn das Reisen im Automobil die Regel sein wird, diese Art des Reisens nicht mehr ganz so schön sein dürfte. Viele Automobile hintereinander, – ich danke!“

## Reisedaten

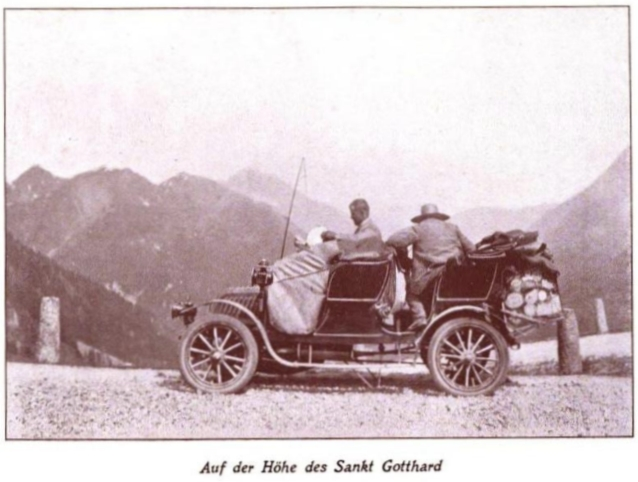
Chauffeur Louis Riegel und Autor (l.) pausieren am St. Gotthard

Die Reise begann laut Briefkopf am 10. April 1902 in Berlin, erreichte am 28. Juni mit dem Besuch der Insel Capri ihren südlichsten Punkt in Italien und endete am 17. Juli 1902 in Stein am Rhein in der Schweiz.

### Teilnehmer
Die dreiköpfige Reisegruppe bestand aus dem Journalisten Otto Julius Bierbaum, seiner zweiten Ehefrau Gemma Pruneti-Lotti, einer Italienerin aus Florenz (⚭ 25. November 1901 in München), und dem Fahrer Louis Riegel aus Frankfurt am Main. Louis Riegel war auf der gesamten Route Chauffeur, Maschinist und Automechaniker. Ehefrau Gemma Bierbaum war Reisebegleiterin und Gesprächspartnerin sowie auch Italienisch-Dolmetscherin und die Fotografin.

### Reisegefährt

Logo des Fahrzeugherstellers Adler

Die Rundreise wurde mit einem Phaeton der Adler-Fahrradwerke unternommen, „einem leichten, billigen Wagen“. Adler bediente damals ebenso wie der Fahrradhersteller und Konkurrent Opel den aufkommenden Automobilmarkt mit selbst gefertigten Modellen. Der Adler-Phaeton hatte einen Zylinder, drei Gänge, vier Sitze und acht Pferdestärken. Der Wagen wurde Otto Bierbaum für die Dauer der Reise vom Verlag August Scherl zur Verfügung gestellt, denn, so schreibt er in seinem Vorwort: „Für mich wäre er freilich immer noch zu teuer gewesen.“

### Reiseroute
Berlin (1. April) – Zossen – Baruth/Mark – Luckau – Elsterwerda – Großenhain (10. April) – Dresden (11. April) – Teplitz in Böhmen (12. April) – Prag (13. April) – Beneschau (15. April) – Wittingau (16. April) – Wien (25. April) – Wels am Traunfluß (24. April) – Salzburg (26. April) – München (27. April) – Mittenwald an der Isar (4. Mai) – Innsbruck (5. Mai) – Brennerpass – Sterzing – Brixen (6. Mai) – Eppan – Trient (10. Mai) – Levico – Bassano an der Brenta (11. Mai) – Venedig (12.–15. Mai) – Padua (16. Mai) – Ferrara (17. Mai) – Rimini und San Marino (20.–22. Mai) – Faenza – Florenz (25.–31. Mai) – Bagnano (2. Juni) – San Gimignano – Siena (3. Juni) – Cortona (4. Juni) – Perugia (5. Juni) – Foligno (6. Juni) – Torni (7. Juni) – Terni – Rom (10.–14. Juni) – Frascati (13. Juni) – Terracina (14. Juni) – Neapel (15.–26. Juni) – Sorrent (26. Juni – 2. Juli) – Montecassino (3. Juli) – Frosinone – Rom (4. Juli) – Grosseto (5. Juli) – Pisa (6. Juli) – La Spezia (7. Juli) – Genua (8. Juli) – Mailand (10.–12. Juli) – Bellinzona (13. Juli) – Gotthardpass (14. Juli) – Brunnen – Stein am Rhein (17. Juli).

## Inhalt
Der Reisebericht ist in 18 Kapitel plus Vorwort unterteilt und wie ein Briefroman angelegt. Jedes Kapitel entspricht einem oder mehreren Briefen an eine wirkliche Person, meist eine befreundete Persönlichkeit des öffentlichen Lebens. Das Buch beginnt mit der Redewendung „Wenn jemand eine Reise tut, so kann er was erzählen“, die das Vorwort einleitet und als Motto verstanden werden kann. In seinem Vorwort hält Bierbaum fest: „Es wird zwar, wie ich glaube, nicht mehr lange dauern, und das Reisen im Automobil ist etwas gewöhnliches; vor der Hand aber gehören längere Reisen dieser Art noch zu den Seltenheiten. Die vorliegende Schilderung eines solchen Unternehmens ist, soviel ich weiß, die erste, die in Deutschland als Buch veröffentlicht wird.“ Darüber hinaus erklärt der Autor die Bedeutung des Wortes „empfindsam“ im Buchtitel: „Ich meine das Wort natürlich in seiner alten Bedeutung und nicht in dem Sinne von Sentimentalität, den es jetzt angenommen hat.“ Empfindsamkeit stehe daher bei ihm für „die Fähigkeit und Bereitschaft, neue Eindrücke frisch und stark aufzunehmen.“

### 1. Von Berlin nach Wien

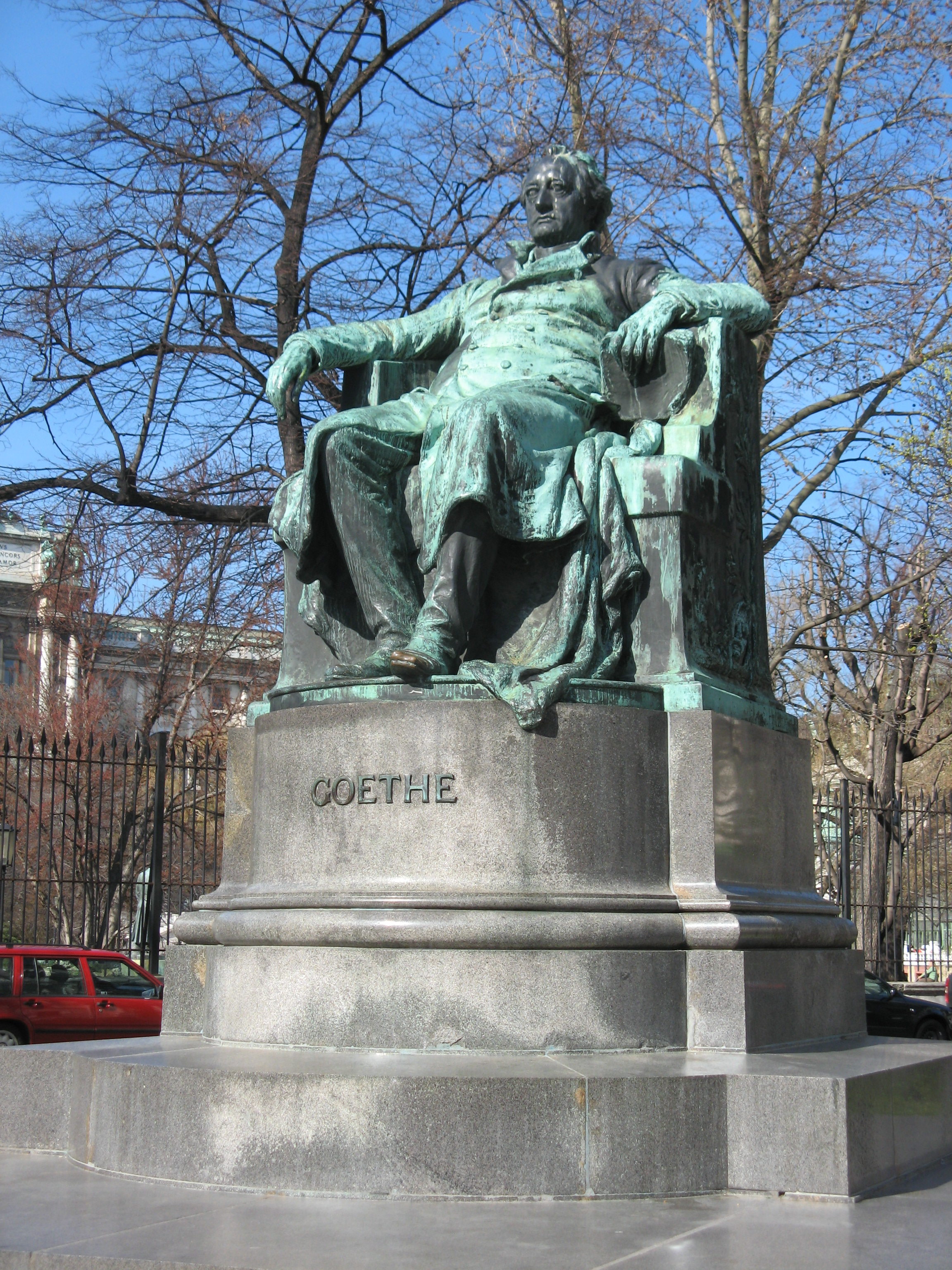
Goethedenkmal in Wien (2008)

Die ersten Briefe richten sich „an Herrn Alf Bachmann in München“ und umfassen die Zeit vom 1. bis zum 25. April 1902. Mit dem Kunstmaler Bachmann hatte Bierbaum einst während gemeinsamer Spaziergänge im Nymphenburger Park eine Spanienreise im Automobil ersonnen. Die Idee wurde dann zum Anstoß für eine andere Reise. Statt mit Bachmann im Geschwindigkeitsrausch nach Spanien würde Bierbaum mit seiner Ehefrau gemütlich nach Italien reisen. Bierbaum formuliert seinen Plan: „Reisen sage ich, nicht rasen. Das soll der Zweck der Übung sein: Wir wollen mit dem modernsten aller Fahrzeuge auf altmodische Weise reisen, und eben das wird das Neue an unserer Reise sein. Denn bisher hat man das Automobil fast ausschließlich zum Rasen und so gut wie gar nicht zum Reisen benützt.“
Am Abend des 10. April schildert Bierbaum in der sächsischen Kleinstadt Großenhain den ersten Reisetag: „Wir sind um 11 Uhr in Berlin abgefahren, durchs Tempelhofer Feld hinaus über Zossen, Baruth, Luckau, Elsterwerda hierher, wo wir gegen ½ 7 Uhr angekommen sind.“ Weiter geht es über Dresden nach Prag, wo die drei Reisenden im namhaften Luxushotel Blauer Stern unterkommen, das kurz zuvor modernisiert worden war. Bierbaum bemängelt die Jugendstil-Einrichtung. Sie besuchen den böhmischen Schriftsteller Hugo Salus sowie das Ghetto mit der Synagoge. Über die Franz-Josefs-Brücke erreichen sie Wien und steigen im Hotel Continental (ehemals „Zum goldenen Lamm“) ab. Bierbaum lobt das Goethedenkmal von Hellmer als „das Schönste, das Wien an neuer Kunst aufzuweisen hat“.

### 2. Von Wien nach München

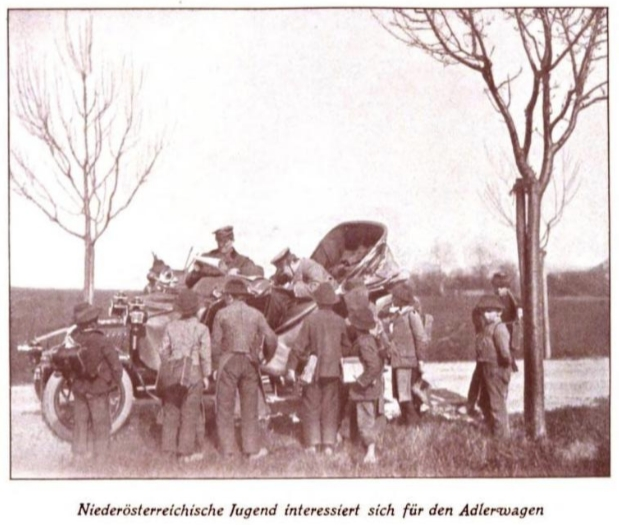

Die nächsten beiden Briefe gehen an die deutsche Schriftstellerin Anna Croissant-Rust in Ludwigshafen am Rhein, die er mit „lieber Kamerad“ anredet. Bierbaum schildert die Abfahrt aus Wien und durch den Wiener Wald in die oberösterreichische Landschaft, „die schönste, die uns bis jetzt beschieden gewesen ist.“ Sie übernachten im Gasthaus Zum Greifen in der Stadt Wels. Auf der Weiterfahrt nach Salzburg gibt es Probleme mit der Zündung, weil Louis Riegel in Wels „schlechtes Öl erwischt hatte“. In Salzburg kommt man im Hotel Zum Goldnen Schiff am Residenzbrunnen unter, es folgt eine Besichtigung der Festung. In München steigt die Gruppe im Hotel Bayerischer Hof ab.

### 3. Von München nach Eppan
Der nächste Brief richtet sich An Professor Ludwig Thuille in München. Bierbaum echauffiert sich bei der Abreise über die „Kette der Trinkgeldhände“ vor dem Bayrischen Hof, die vom Postbesorger über den Telefonmann bis zum Droschkenherbeipfeifer gereicht habe. Man macht Station im Postgasthaus Mittenwald, wo zur gleichen Zeit der Großherzog von Luxemburg gastierte, der die örtlichen Jagdgebiete gepachtet hatte. Der Phaeton überwindet die Scharnitzer Höhe, es folgt die Besichtigung der Burgruine Fragenstein, der Martinswand und der Maximilianshöhle. Einkehr in Innsbruck im Gasthaus Zum Goldenen Stern. Passage des Brennerpasses parallel zur Brennerbahn, Mittagsrast in Sterzing und Übernachtung im Gasthaus Zum Elephanten in Brixen: Es leitet seinen Namen davon ab, dass an dieser Stelle 1552 der Elefant Soliman zum ersten Mal deutschen Boden betreten haben soll.

### 4. Von Eppan nach Venedig

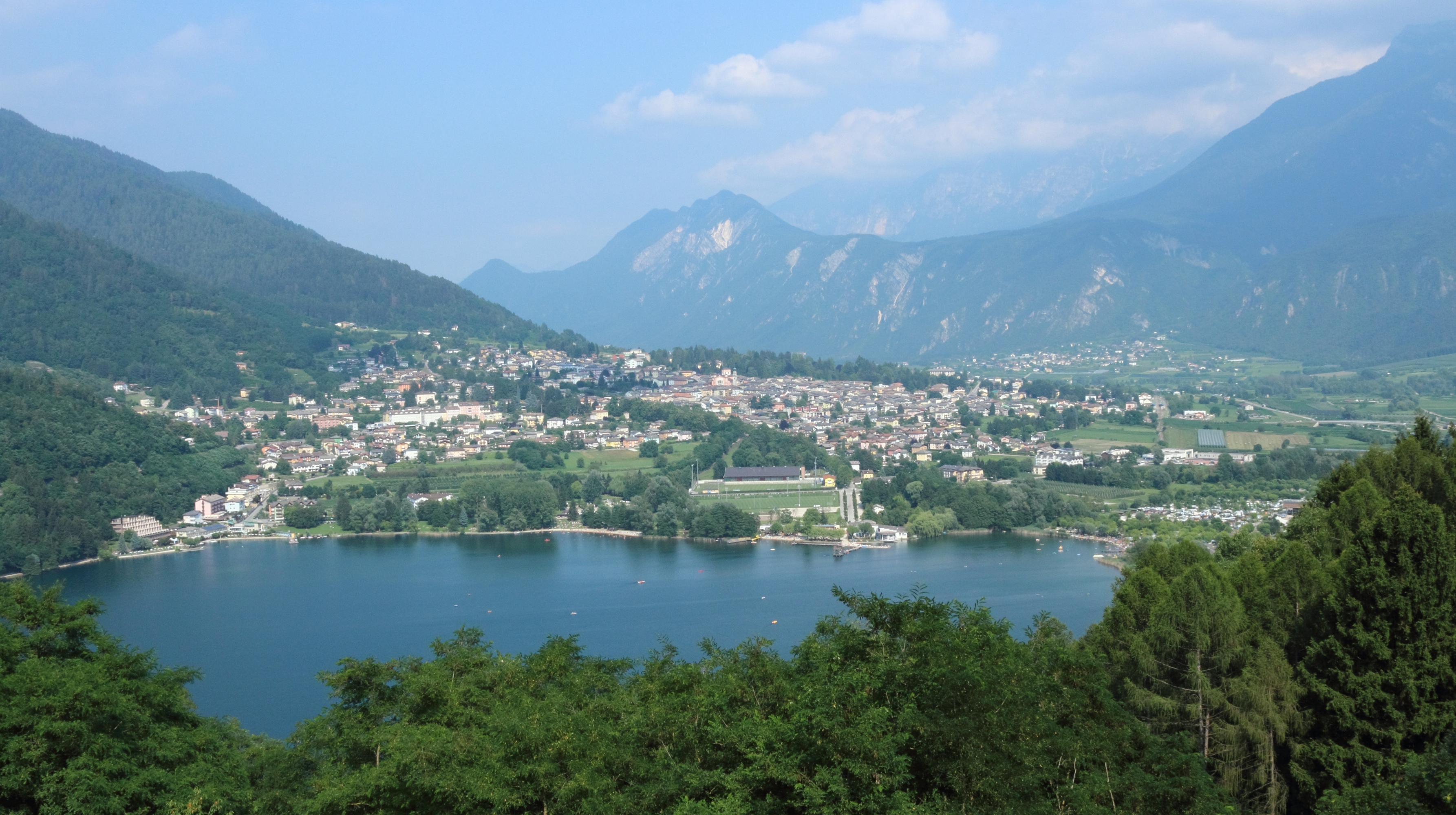
Der Levicosee im Suganatal (2013)

Der Brief geht An Herrn Dr. Franz Blei in München. Laut Bierbaum ist der Weg durch das Val Sugana über Levico Terme und über Primolano und Bassano die schönste Route von Trient nach Venedig. In der Hafenstadt Mestre wird das Auto abgestellt. Nach der Ankunft in Venedig kommt man im Grand Hotel unter, verlässt aber diese „Engländerfalle“ mit ihrem „Kanaltingeltangel“ bereits nach der ersten Nacht und steigt im Hotel Milan ab. Bierbaum betrachtet die venezianischen Kunstsammlungen und lobt vor allem das Schaffen des Cima da Conegliano: „Meister wie er und Giovanni Bellini haben in ihren Werken das Höchste erreicht, was der Kunst möglich ist: Trostspendung … Ich gebe die ganze Prunkmalerei des Dogenpalastes für eine Madonna des Giambellino hin, und selbst an der gepriesenen Assunta Tizians gehe ich jetzt leichter vorüber, als an ein paar Heiligen des Cima da Conegliano.“

### 5. Von Venedig nach Rimini
An Dirigent und Komponist Max von Schillings in München.

### 6. Von Rimini nach San Marino und zurück
An Herrn Bruno Grafen Khuen in Sankt Michael bei Eppan. Es folgt ein Lob auf die italienische Küche sowie auf die Lederbremsen des Phaeton, denen der sichere Auf- und Abstieg bei San Marino zu verdanken sei.

### 7. Von San Marino nach Florenz

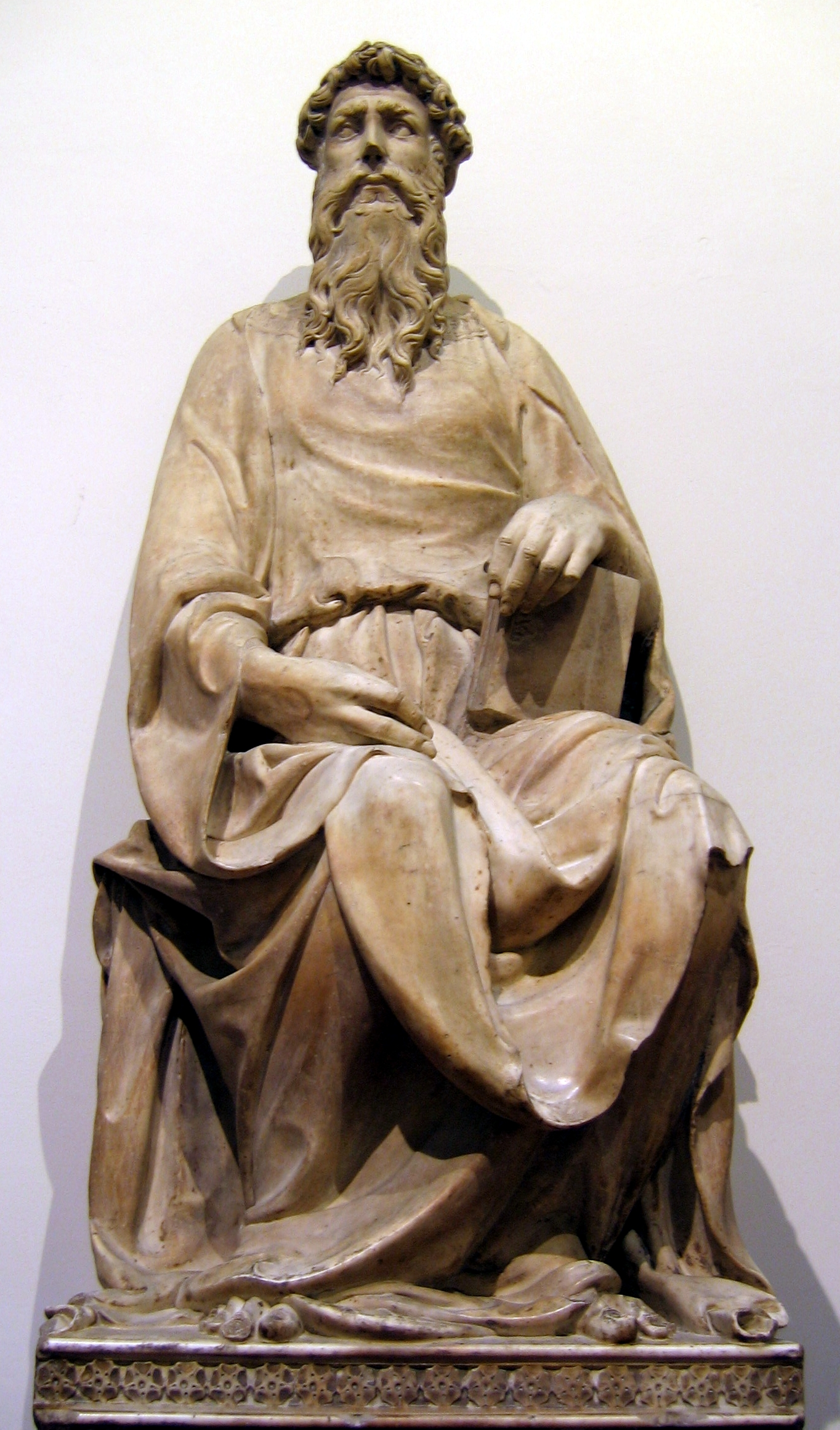
Johannes der Evangelist im Museo dell’Opera del Duomo (Florenz)

An Herrn Izsó Hajós in Nagy Banom. In Faenza bekommt die Reisegruppe von Federico Argnani (1822–1905), einem zeitgenössischen Experten für Fayence-Keramiken, eine exklusive Museumsführung. In Florenz, dem Herkunftsort von Ehefrau Gemma Pruneti-Lotti, lobt Bierbaum den Johannes des Donatello und kritisiert die nachträgliche Verhüllung der Geschlechtsteile bei den Marmorstatuen mit Feigenblättern aus Blech.

### 8. Von Florenz bis Siena
An Herrn Professor Peter Behrens in Darmstadt. Da ihm der Architekt und Duzfreund Behrens von Siena vorgeschwärmt hatte, widmete ihm Bierbaum dieses Kapitel. In Begleitung eines Bruders von Frau Bierbaum hat man Florenz am Vormittag des 31. Mai verlassen, um in die Toskana zu fahren. Das Reiseziel ist Bagnano, wo eine Tante von Gemma Bierbaum ein Landgut besitzt. Am Sonntag folgt ein Besuch der älteren Schwester Antonietta Pruneti-Lotti, die seit 20 Jahren als Nonne in einem Kloster lebt. Es folgt ein ausgedehntes Lob auf den Chauffeur, der den steilen Aufstieg nach San Gimignano bewerkstelligte: „Ich wünsche jedem, der sich einen Laufwagen anschafft, einen Maschinisten wie unsern Riegel dazu, denn das beste Automobil ist ein unvollkommenes Ding, wenn ihm nicht ein Besorger und Lenker beigegeben ist, der es bis in die Einzelheiten kennt und Liebe zu ihm hat.“ In San Gimignano, der „Schöntürmigen“, besichtigt man den Dom mit den zwei Fresken des Domenico Ghirlandaio und die Kirche San Agostino mit den 17 Fresken des Benozzo Gozzoli, die das Leben des heiligen Augustin schildern. Nach der Ankunft in Siena folgt ein ausführlicher Exkurs über die Pracht des Doms von Siena.

### 9. Von Siena bis Perugia
An Herrn Professor Hans Thoma in Karlsruhe.

### 10. Von Perugia bis Terni
An Frau Malgonia Stern in Berlin.

### 11. Von Terni bis Frascati

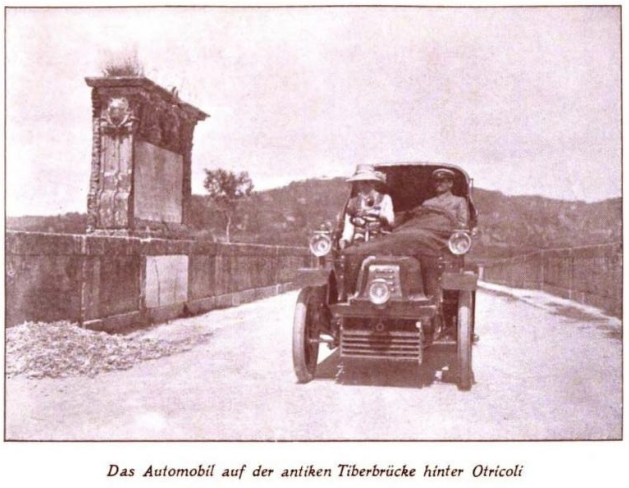
Das Ehepaar Bierbaum in Rom

An Herrn Professor Franz Stuck in München. Bierbaum ist enttäuscht von der Campagna, die er mit der Toskana vergleicht. Im Rom erwartet die Reisegruppe eine aufgeheizte Stadt von 35 °Réaumur. Man kommt am Palazzo Barberini unter. Es gibt einen Ausflug zu den marmornen Wasserfällen von Terni und einen Besuch der Katakomben in Rom.

### 12. Von Frascati bis Neapel
An Detlev Freiherrn von Liliencron in Alt-Rahlstädt bei Hamburg.

### 13. Aus Neapel

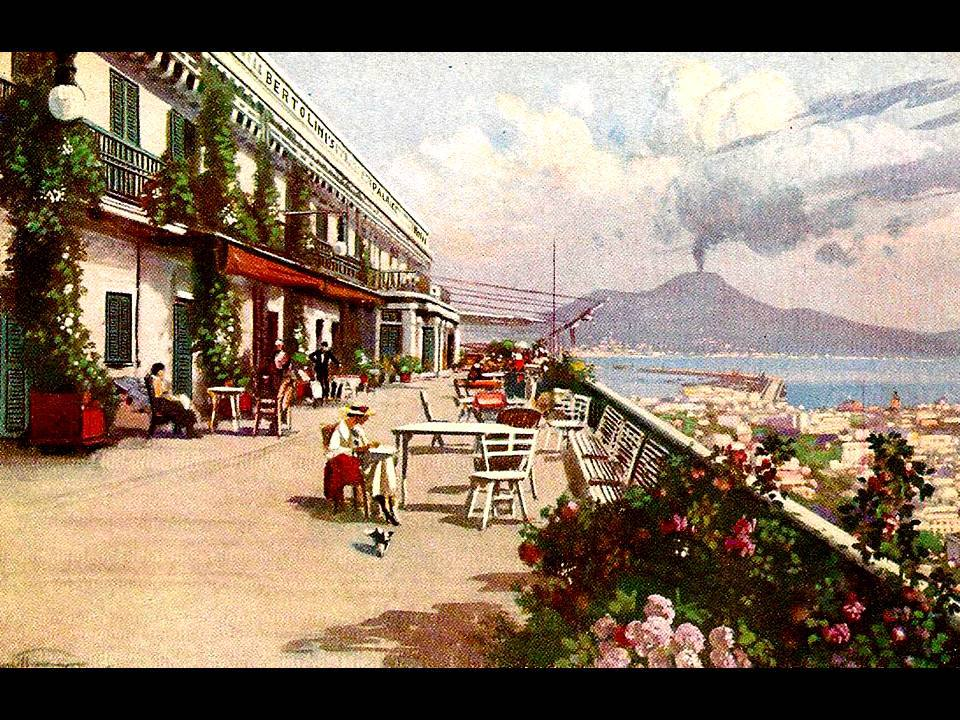
Terrasse des Hotels Bertolini mit Blick auf den rauchenden Vesuv

An Frau Marie Immerwahr in Berlin. Bierbaum dankt der Adressatin für eine früher gemeinsam unternommene Reise (Landegg-Finstermünz-Vulpera-Guarda), dank der er seine Ehefrau Gemma Bierbaum geborene Pruneti-Lotti kennenlernte. Das Ehepaar Bierbaum kommt im Palast-Hotel Bertolini unter, das auf einer Anhöhe im Grifeo-Park liegt und über eine gute Aussicht auf den Vesuv und den Posilipp verfügt. Wegen einer Unpässlichkeit muss Bierbaum einige Tage auf dem Zimmer verbringen und ärgert sich darüber, dass der Vulkan nicht raucht. Das Paar besucht das Neapler Museum, das Malereien aus dem antiken Pompeji zeigt, und das Aquarium, in dem Tiere und Pflanzen aus dem Golf von Neapel zu sehen sind. Bierbaum stellt Vergleiche zwischen Seekrebsen und seinen Zeitgenossen an: „Man kann mit Beobachtungen dieser Art Stunden vor diesen Bassins zubringen und merkt kaum, daß die Zeit vergeht, und es passiert einem zuweilen, daß man dabei in Gedanken vom Leben im Golfe von Neapel auf das Leben in der Friedrichstraße zu Berlin oder sonstwo gekommen ist.“

### 14. Ausflüge von Neapel und Fahrt nach Sorrent
An Herrn Major Oscar von Chelius, Militärattaché bei der Kaiserlich Deutschen Botschaft in Rom.

### 15. Cocumella und Ausflüge von dort (Amalfi, Capri)

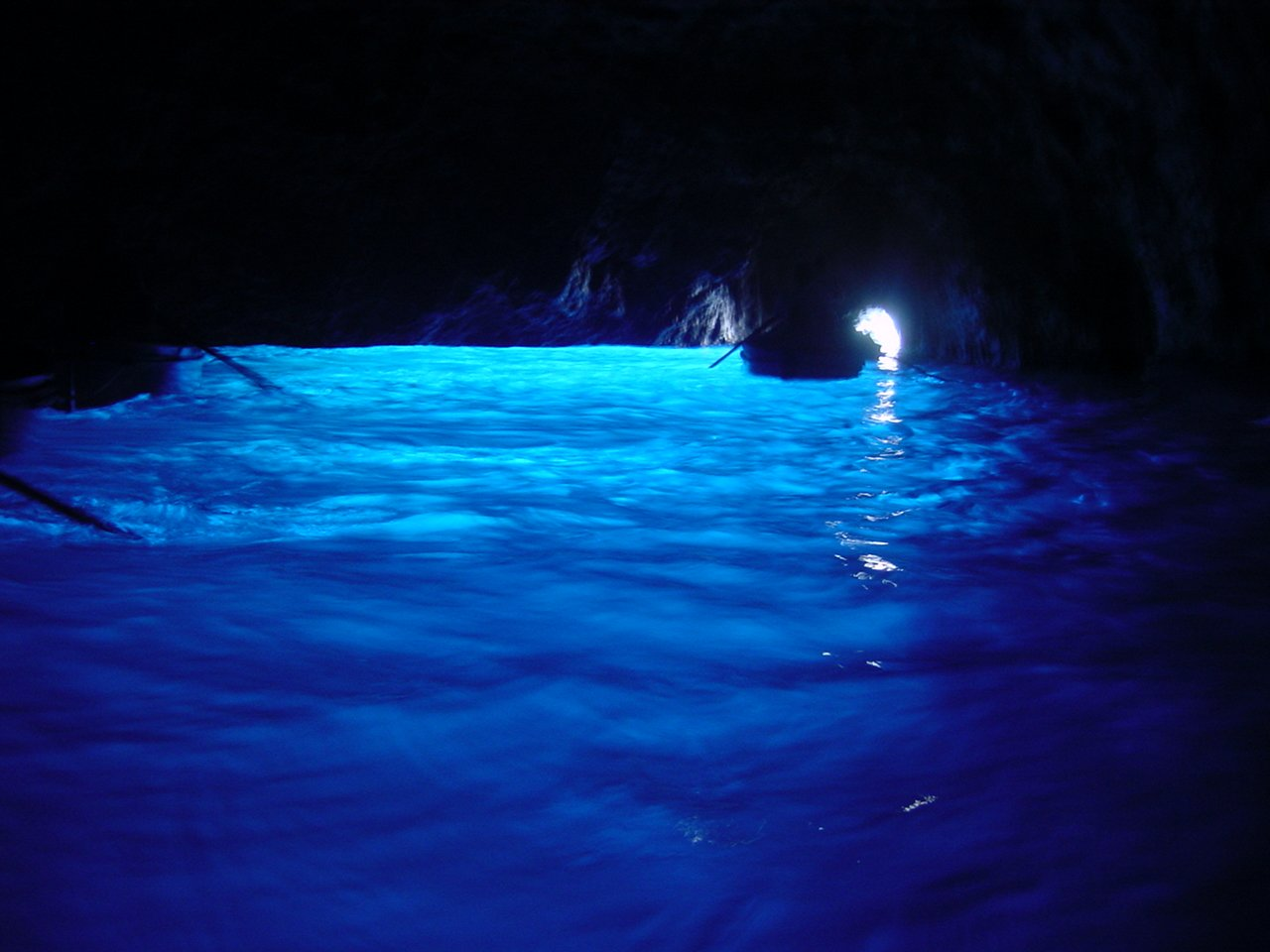
Capris Blaue Grotte (2003)

An Herrn Professor Fritz von Uhde in München: „An meinem Geburtstag haben wir Capri und die blaue Grotte besucht … Capri ist eine Insel, auf der sich sehr viele Hotels und Pensionen befinden, die meistenteils von Deutschen bewohnt werden. Die kleinen Capresen sagen schon längst nicht mehr ‚Addio‘, sondern ‚auf Wiedersehen‘, und wenn man zu Schiffe geht, stellen sie sich feierlich auf und singen: ‚Muß i denn, muß i denn zum Städtle 'naus‘. Sonst aber ist die Insel wirklich so schön, wie es im Bädeker steht, und, was noch merkwürdiger ist, die blaue Grotte erscheint selbst neben den Ansichtspostkarten, die von ihr im Handel sind, beträchtlich blau.“

### 16. Von Sorrent bis Rom
An Herrn Felix vom Rath in München. Um die erneute Fahrt durch Neapel zu vermeiden, führte die Rückreise auf der Ostseite des Vesuv vorbei über die Ortschaften Angri, Sarno, Palma, Nola, Cancello, Caserta und Capua, „was zwar ein großer, aber sehr lohnender Umweg ist, denn er führte uns durch Gegenden, die, weil sie von der allgemeinen Fremdenstraße fern liegen, erfreulich viel von ihrer Ursprünglichkeit bewahrt haben. Freilich wären wir dadurch fast in Benzinverlegenheit gekommen, denn sowohl in Sarno wie in Palma gab es von dieser Essenz nur eben genug, um ein paar Kleider damit zu reinigen, und schon sahen wir das Schicksal vor uns, in Nola sitzen zu bleiben, als bis wohin wir gerade noch Kraft genug im Wagen hatten.“

### 17. Von Rom bis Mailand
An Herrn Friedrich von Schirach in München.

### 18. Von Mailand bis Stein am Rhein
An Herrn Dr. August Smith in Wangen am Bodensee. Das letzte Kapitel schildert die Abreise aus dem sommerlich-heißen Italien und die Rückfahrt über die schneebedeckten Alpen und den Gotthardpass in die gemäßigtere Schweiz. Bierbaum: „Es ist vielleicht die abwechslungsreichste Fahrt gewesen, die wir überhaupt gemacht haben.“ Bierbaum lobt die schweizerische Landschaft, bezeichnet aber die Schweizer als schwerfällig, unhöflich und bieder. In Stein am Rhein trennt sich die Reisegruppe, denn Louis Riegel chauffiert den Phaeton zurück zu den Adlerwerken in Frankfurt am Main. Das Buch schließt mit den Worten: „Wem ich gut bin, dem wünsch ich diesen Genuß, dieses Glück. – Leben Sie wohl!“

## Ausgaben
- Eine empfindsame Reise im Automobil von Berlin nach Sorrent und zurück an den Rhein, in Briefen an Freunde geschildert von Otto Julius Bierbaum. Mit vierzig Abbildungen teils nach der Natur und teils nach Kunstwerken. Lerne zu reisen ohne zu rasen. Im Verlage von Julius Bard in Berlin Weihnachten MCMIII (1903). Druck von W. Drugulin in Leipzig.
- Eine empfindsame Reise im Automobil. Mit 40 Zeichnungen von Ruth Stoffregen. Langen Müller, München 1954.
- Eine empfindsame Reise im Automobil. Mit 20 Originalfotografien der Erstausgabe und einem Nachwort von Erhard Göpel. Langen Müller, München 1979, ISBN 3-7844-1688-8.
- Eine empfindsame Reise im Automobil. Rütten & Loening, Berlin 1992, ISBN 3-352-00399-8.
- Eine empfindsame Reise im Automobil. Klotz, Eschborn 1999, ISBN 3-88074-732-6 (= Reprint der Ausgabe Berlin 1903).
- Eine empfindsame Reise im Automobil. Tredition Classics, Hamburg 2012, ISBN 978-3-8472-4394-6 (E-Book).